# Wee Woo
Wee Woo (estilizado como WEE WOO) é uma canção gravada pelo grupo feminino sul-coreano Pristin para o primeiro extended play Hi! Pristin (2017). Foi lançada como faixa-título do álbum em 21 de março de 2017 e atuou como o single de estreia do grupo. Um videoclipe para o single também estreou no mesmo dia. A música foi escrita por Sungyeon, uma das integrantes do grupo, Bumzu, Sophia Pae e Gustav Karlstrom.

## Antecedentes e lançamento
Em 2 de março de 2017, Pledis Entertainment anunciou a estreia antecipada de Pristin. A imagem de capa do mini album de estréia do grupo foi revelada em 12 de março, confirmando a faixa-título para ser chamado de Wee Woo. A música foi lançada ao longo do álbum em 21 de março, junto com o vídeo musical.

## Composição e interpretação lírica
Wee Woo é descrito como uma música pop suave e animada com uma batida forte que mostra a beleza e a energia de Pristin. O single foi composto pelo membro do grupo Sungyeon, juntamente com Bumzu, Anchor e Park Kitae. O título da música é suposto representar o som de uma sirene, elemento associado nas letras como uma metáfora de como uma garota se sente quando está apaixonada.

## Vídeo musical
O vídeo oficial da música foi lançado em 21 de março de 2017. Foi dirigido por Kim Yeongjo e Yoo Soongwoo da Naive Creative Production. O vídeo apresenta as meninas em diferentes ambientes de uma escola e dança em frente a um restaurante de hambúrguer, que é isolado pela polícia, devido a Yehana ameaçando pular de um edifício, como visto na transmissão ao vivo de uma TV. Embora pareça um vídeo feliz e brilhante, em algumas das cenas de outros membros, as atividades sobrenaturais podem ser notadas, como o cabelo de Xiyeon sendo puxado para fora do ar, sacudindo móveis e até mesmo uma máquina de lavar explodindo, sugerindo que Yehana está tentando entrar em contato seus amigos depois de se suicidar, o que leva a uma sessão espiritual entre as meninas lideradas por Kyla. Em 5 de abril, uma versão de dança do video musical foi lançada com a coreografia completa da música.

## Promoções
Pristin realizou Wee Woo pela primeira vez em 21 de março, durante a transmissão ao vivo do Mnet Present, tornando-se o primeiro grupo de garotas novato a fazer isso com uma música de estréia. O single também foi realizada em um showcase realizada para promover o álbum em 22 de março. Em 23 de março, os estágios promocionais para a música começou na M! Countdown. Eles continuaram através do Music Bank em 24 de março, Show! Music Core em 25 de março, Inkigayo em 26 de março, Show Champion em 29 de março e The Show em 4 de abril. A última etapa para as promoções do single foi realizada no Inkigayo em 7 de maio. A música também foi realizada durante ofestival KCON em Japão em 19 de maio e no Dream Concert de 2017 no Estádio da Copa do Mundo de Seul, em 6 de junho.

## Desempenho comercial
Wee Woo entrou no número 52 na Gaon Digital Chart durante 19 de março e 25 de março de 2017, com 36.390 downloads vendidos. Chegou no número 49 na semana entre 26 de março e 4 de abril de 2017. Para o mês de abril, o single apareceu na edição mensal do Gaon Digital Chart no número 78. Wee Woo também entrou no Gaon Streaming Chart no número 89 durante 26 de março e 1 de abril de 2017, com 816.394 fluxos. No final de abril, o single vendeu mais de 138.000 cópias digitais e obteve 3.858.260 fluxos. Também apareceu nas músicas digitais do Billboard no número 11 em 4 de abril.

## Gráficos

### Gráfico semanal
| Grafico (2017)                                   | Posição | Referência |
| ------------------------------------------------ | ------- | ---------- |
| Coreia do Sul (Gaon Digital Chart)               | 49      | [ 22 ]     |
| Estados Unidos (Billboard's World Digital Songs) | 11      | [ 26 ]     |

### Gráficos mensais
| Gráfico (2017)                   | Posição | Referência |
| -------------------------------- | ------- | ---------- |
| South Korea (Gaon Digital Chart) | 78      | [ 23 ]     |

## Histórico de lançamento
| Região        | Data             | Formatos         | Gravadora            | Referência |
| ------------- | ---------------- | ---------------- | -------------------- | ---------- |
| Coreia do Sul | 21 de março 2017 | Digital download | Pledis Entertainment | [ 2 ]      |
| Mundo todo    | 21 de março 2017 | Digital download | Pledis Entertainment | [ 27 ]     |